# GFTeam
A Grappling Fight Team, mais conhecida como GFTeam, é uma academia e equipe de Jiu-jitsu brasileiro. 

## Estilo de luta
O estilo de luta da GFTeam é uma expressão dinâmica e poderosa do Jiu-Jitsu Brasileiro, combinando técnicas agressivas com uma busca incansável pela vitória. Abaixo, apresentamos os principais elementos que definem a abordagem da GFTeam:
- Aspectos principais do estilo de luta da GFTeam

Controle agressivo e passagem sob pressão: Lutadores da GFTeam são treinados para aplicar pressão constante, frequentemente iniciando com quedas para levar os oponentes ao solo rapidamente. Essa abordagem agressiva garante uma posição dominante desde o início. No solo, o foco está em manter o controle enquanto se busca ativamente por finalizações. Essa postura implacável mantém os adversários na defensiva, criando oportunidades para ataques. 
- Movimento contínuo

Avanço constante: A filosofia de sempre avançar é essencial. Seja na transição entre posições ou na execução de técnicas, os lutadores da GFTeam são treinados para manter um ímpeto agressivo, dificultando a fuga ou contra-ataque dos oponentes. Em alguns cenários, a incorporação de golpes em pé pode desestabilizar o ritmo do adversário, criando oportunidades para quedas ou avanços posicionais. 
- Domínio técnico

Técnicas fundamentais: Há uma forte ênfase no domínio de técnicas básicas que podem ser aplicadas em diversas situações, incluindo pegadas, passagens de guarda e configurações de finalização.  Apesar do foco na agressividade, os lutadores da GFTeam são treinados para adaptar suas estratégias com base nos pontos fortes e fracos dos oponentes, garantindo uma abordagem versátil.
- Mentalidade competitiva

Resiliência mental: Os competidores são incentivados a desenvolver um espírito competitivo forte e resiliência mental, fundamentais para situações de alta pressão em torneios. As sessões de treino frequentemente replicam cenários competitivos, permitindo que os lutadores experimentem a intensidade de lutas reais e aprimorem suas estratégias.
- Comunidade global

Currículo unificado: Com academias no Brasil, Europa e Reino Unido, a GFTeam mantém um currículo consistente e progressivo, garantindo que todos os membros estejam alinhados e possam integrar técnicas aprendidas em qualquer filial.  A rede global promove um senso de camaradagem, onde os lutadores compartilham conhecimentos, experiências e se apoiam em suas jornadas competitivas.
O estilo de luta da GFTeam é marcado por uma abordagem agressiva e progressiva, que prioriza o controle e a finalização. Com foco em competições e uma comunidade global unida, a GFTeam continua a expandir os limites do Jiu-Jitsu Brasileiro, produzindo lutadores de alto nível que exemplificam a eficácia e a adaptabilidade dessa arte. Com a abertura de novas academias e a expansão da equipe, a essência do estilo GFTeam certamente inspirará uma nova geração de praticantes ao redor do mundo.

## História
A GFTeam foi fundada em 1993 como parte da Universidade Gama Filho, no Rio de Janeiro, sob o nome de Universidade Gama Filho (UGF) ou Gama Filho Jiu-Jitsu.
Foi desenvolvida sob a liderança dos treinadores Pedro Gama Filho e Paulo Jardim, e posteriormente por Julio Cesar Pereira, Marcus Bello e Alexandre Baraúna. Em 2004, a equipe rompeu laços com a universidade após a morte de Pedro Gama Filho. Em 2007, Julio Cesar fundou a Grappling Fight Team, ou GFTeam. A sede da GFTeam está localizada no bairro do Meier, Rio de Janeiro. A equipe possui mais de 30 academias afiliadas em todo o mundo.
Em 2023, a GFTeam ficou em 9º lugar no ranking masculino e 2º lugar no ranking feminino no Campeonato Mundial de Jiu-Jitsu de 2023. A GFTeam também foi classificada como a 3ª melhor academia na temporada 2022/2023 pela IBJJF.
Em 13 de setembro de 2023, a GFTeam anunciou uma fusão com a JiuArt para formar uma nova equipe de competição.

## Membros notáveis
Membros atuais e antigos:
- Thamires Aquino
- Alexandre Baraúna
- Mayssa Bastos[4]
- Marcus Bello
- Claudio Calasans
- Jaime Canuto
- Ricardo Evangelista
- Dante Leon
- Amanda Monteiro Canuto
- Gabriel Rainho
- Thiago Borges
- Vitor Da Silva Chagas
- Denilson Pimenta
- Rafaela Pires
- Rodolfo Vieira
- Pedro Garcia